# Lionel Cazaux
Lionel Romain Cazaux est un compositeur et chef d'orchestre français, né le 7 décembre 1906 au Havre et mort le 24 septembre 1970 à Toulouse.

## Biographie
Il composa la musique de plusieurs films français dans les années 1930. Avec son orchestre, il participa à des programmes musicaux populaires pour la station de radio régionale Toulouse-Pyrénées.

## Chansons
- 1933 : J'n'attends plus rien

## Filmographie
- 1931 : Bric-à-brac et compagnie
- 1931 : Delphine
- 1931 : Jean de la Lune
- 1931 : Pas un mot à ma femme
- 1931 : Rien que la vérité
- 1931 : Rive gauche
- 1931 : Un homme en habit
- 1931 : Vacances
- 1932 : L'Agence O'Kay
- 1932 : Hortense a dit j'm'en f…
- 1932 : Miche
- 1932 : Suzanne
- 1933 : Coquin de sort d'André Pellenc
- 1933 : En plein dans le mille
- 1933 : Rocambole
- 1934 : La Cure sentimentale
- 1936 : Jeunesse d'abord
- 1938 : Durand bijoutier
- 1941 : Les Jours heureux